# Charlie's Farm
Pour plus de détails, voir Fiche technique et Distribution.
Charlie's Farm est un film d'horreur australien réalisé par Chris Sun et sortie en 2014.

## Synopsis
Les 4 personnes se rendent dans une ferme australienne et se confrontent a un fermier psychopathe.

## Fiche technique
Genre : horreur / slasher
Avis du public : -12

## Distribution
- Tara Reid : Natasha
- Nathan Jones : Charlie Wilson
- Allira Jaques : Melanie
- Bill Moseley : John Wilson
- Kane Hodder : Tony Stewart
- Dean Kirkright : Jason
- Sam Coward : Mick